# Josep Ramon Lluch
Josep Ramon Lluch Quilis (València, 1960) és un periodista, productor audiovisual i editor valencià.
A finals dels anys 1980 va dirigir el setmanari El Temps. A principis dels anys 1990 va ser cap de programes de Ràdio 9. Posteriorment va passar a Canal 9 on va presentar el reeixit programa Carta blanca (també anomenat «Parle vosté, calle vosté» en altres temporades), que van atènyer pics d'audiència de quasi quaranta per cent. En aquest programa es van donar a conéixer personatges com el Padre Apel·les, Bienvenida Pérez o Juan Adriansens. Anys després, va crear una productora que ha fet programes de testimonis a TVE, i a moltes televisions privades.
És director de la productora audiovisual «La Granota groga», i un dels promotors de Perifèric Edicions, segell editorial que publica entre altres Feliu Formosa, Ramon Guillem Alapont, Manel Garcia Grau, Vicenç Llorca o Josep Maria Sala-Valldaura, entre d'altres. L'editorial va rebre el Premi Josep Chulvi el 2009, pel seu suport als autors que s'expressen en valencià. És molt crític amb la política lingüística i audiovisual del govern valencià que va culminar amb el tancament de Radiotelevisió Valenciana (RTVV), després d'una «gestió desastrosa» a favor de firmes llunyanes vinculades amb el partit polític al poder, que segons ell van causar la fi de la producció valenciana pròpia. El 2013 va ser un dels promotors de la creació Uniprova, una empresa confederativa de 21 empreses de producció audiovisuals amb arrels a tot el País Valencià.